# Приматор

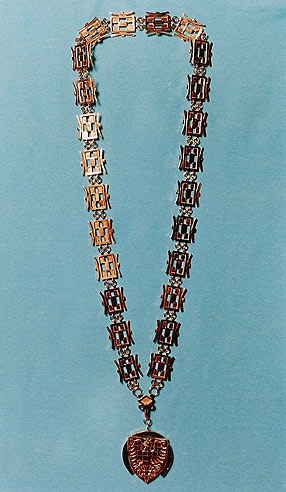
Знак міського голови Оломоуця

Приматор — посада в Чехії, що відповідає посаді мера статутного міста або столиці країни — Праги. У Словаччині так називається кожен мер будь-якого міста. Мерів багатьох міст світу часто називають приматором, говорячи чеською мовою.
Приматор може використовувати знаки міського голови при важливих випадках та церемоніях (наприклад, у Пльзені це міська печатка та ланцюг мера).

## Історія
Спочатку неофіційно так називали першого (старшого) бургомістра, який головував у міській раді і, як правило, керував міськими господарськими справами.
Посаду приматора вперше введено 1920 року в Празі, на той час його мав підтвердити президент республіки. З 1969 цю посаду було введено в Брно, пізніше того ж року в Остраві та Пльзені. З 1990 посаду запроваджено в інших містах, які Закон про муніципалітети (та його поправки) визначають як статутні міста.